# Congrès monarchiste russe
Pour les articles homonymes, voir Congrès (homonymie).
Le Congrès international des monarchistes russes avait pour but d'initier un travail sur l'organisation des monarchistes en exil, ainsi que dans la Russie, en vue de la « chute imminente » du régime soviétique en Russie. Pour contrer les activités des républicains et des socialistes, prêts à prendre la place des bolcheviks, il y avait un besoin de créer un front uni monarchique.

## Budapest, 1920
La Conférence internationale des monarchistes s'est tenue à Budapest le 8 juillet 1920.

## Bad Reichenhall, 1921
Le but officiel du congrès, intitulé Congrès pour la reconstitution économique de la Russie,  est la reprise économique russe. Cette formulation a été choisie pour éviter d'attirer l'attention des autorités allemandes. Il se tient à Reichenhall en Allemagne du 29 mai au 6 juin 1921. Il réunit plus de 200 participants venus de 33 pays.
Il apparait deux groupes de participants:
- Groupe de droite, les organisateurs du Congrès, Nikolaï Markov et le prince Alexis Shirinsky-Shikhmatov du parti monarchiste russe de Berlin, Alexandre Kroupensky.
- Groupe modéré, dont les membres craignant, qu'en fonction de la formule de vote, ils soient mis en minorité, se sont raccrochés aux  groupes dirigés par Alexandre Trepov , dans l'espoir que  leur position soit équilibrée entre le groupe de Berlin et celui de " Gauche ", permettant ainsi,  à Markov de craindre la nomination de Sokolov-Baransky. Il considère Nicholas Thalberg comme trop jeune pour siéger dans l'organe central.

Le 29 mai, le jour de l'ouverture du Congrès, le « Groupe de Berlin », a décidé de remplacer au poste de président du Congrès Alexandre Rimsky-Korsakov par Alexandre Kroupensky, pour démontrer à la « gauche » son impartialité et la volonté de faire des compromis pour le bien de la cause commune. À trois heures, le congrès a commencé par une prière, d'Euloge d'Alexandrie écrite à la fin de sa vie, et par un mot de salutation. Puis Alexandre Rimsky-Korsakov a annoncé le congrès ouvert et donné la parole à Markov, président du Bureau provisoire du Congrès. Le général Nicholas E. a décrit la situation actuelle et les raisons qui ont poussé les initiateurs à la convocation du Congrès des monarchistes. 
Markov a indiqué, que pendant la guerre civile russe contre les Rouges, la lutte a été effectuée sous une variété de bannières et au nom d'intérêts diverses, mais pour les intérêts du peuple russe: "Il y avait beaucoup de mouvements, mais ce fut assez bon, pour que les gens n'aillent pas à ces mouvements". Il a dit que le pays habité par 160 millions, ne pouvait pas mourir, "le sixième de l'univers ne peut pas mourir". Il a parlé de la foi dans la renaissance de la Russie, mais mis en garde contre le danger qui pèse sur elle, et demande de se rappeler des exemples de la mort d'autres puissants groupes ethniques. Ni blanc, ni rouge, par conséquent, il est temps de faire un troisième. Il est temps pour nous à l'autodétermination. Sous le Rouge est l'Internationale, le Blanc uni la bannière républicaine, nous unissons des hommes, en remplissant le bleu couleur du drapeau national russe.  Dans son discours Markov a également mentionné les réalisations de Bezobrazov dans la collecte de fonds pour le Congrès, il a souligné qu'il y a encore un état, la Bavière, qui a trouvé possible pour elle de permettre la convocation du Congrès et a remercié la société "Aufbau" pour leur aide.
Markov a rappelé que le but n'est pas « de revenir aux commandes », mais de « retourner à l'ordre », et non de se donner un tsar. Il a fait  une déclaration sur la nécessité d'un travail continu sur soi-même, la nécessité d'une régénération des monarchistes, parce que « nous devons admettre ouvertement que l'affaiblissement de l'esprit de monarchisme et les attitudes envers le monarque a conduit à la révolution russe. Notre slogan est: « La foi, le roi, le peuple ».  
Des élections ont eu lieu pour la présidence du Congrès : Kroupensky a été élu président. Alexandre Trepov et d'autres ont dirigé les débats.
Le Congrès de Reichenhall a reconnu que la question de la succession était prématurée, car il ne fallait pas exclure la possibilité de sauver la famille impériale. Au Congrès, l'impératrice douairière Maria Feodorovna  a été reconnue comme étant l'autorité incontestée parmi les monarchistes russes ; Le congrès a adopté un programme dans lequel la monarchie a été proclamée  "la seule façon de faire revivre la Russie."
Le 4 juin, le congrès vote la création du Conseil Suprême de la Monarchie (ВМС, SMB). Markov est élu président, Alexandre Maslennikov et le Duc Alexis Shirinsky-Shikhmatov, vice-président, puis ils ont coopté Alexandre Kroupensky comme vice-président, avec Wladimir Wolkonsky et le comte Grabbe comme adjoints, le Baron Boris Koppen et le comte Pyotr Vasilievich Gendrikov.

## Paris, 1922
En 1922, l'assemblée préliminaire réunie à Berlin avait été dissoute par la police allemande.
En novembre 1922, le Congrès de toute l'émigration russe ou Congrès européen de l'Union nationale russe, s'est tenu à l'Hôtel Majestic à Paris, sous la présidence d'Alexandre Kroupensky, avec pour objectif de libérer la Russie du communisme. Le congrès cherche à définir la position du conseil suprême de la monarchie sur les déclarations du Grand-duc Cyrille. Sans de prononcer officiellement sur l'un des candidats, l'assemblée soutient la candidature du Grand-duc Nicolas pour succéder à Nicolas II.
En 1919, À Paris, fonctionnait un Comité national russe, composé du prince Lvoff et de Vasily Maklakov qui, sert d'intermédiaire entre les divers gouvernements et généraux russes qui luttent contre les Bolchevistes et la Conférence de la Paix. 
Le Comité national russe permanent fut institué durant le congrès de 1922, avec Kartàchoff , comme président, Fédoroff (ou Fédorov) , vice-président, Jules Sémenoff, secrétaire général.
Il est décidé de transférer le siège du Conseil Suprême de la Monarchie de Munich à Paris en 1923 .
En 1923 un pacte est conclu entre monarchistes russes et monarchistes allemands pour se prêter une aide mutuelle afin de restaurer la monarchie dans ces deux pays.

## Berlin, 1924
En 1924, les monarchistes russes purent se réunir à nouveau à Berlin, ils ne le firent que dans des conditions assez étroites, le gouvernement soviétique ayant fait connaître au cabinet allemand que le fait de tolérer de semblables réunions serait considéré, non seulement comme un acte inamical, mais même comme une provocation.
En 1925, les dirigeants des partis monarchistes russes se réunirent dans une propriété privée du grand-duc Nicolas, au château de Choigny, à Santeny (Val-de-Marne), à vingt kilomètres de Paris.

## Paris, 1926

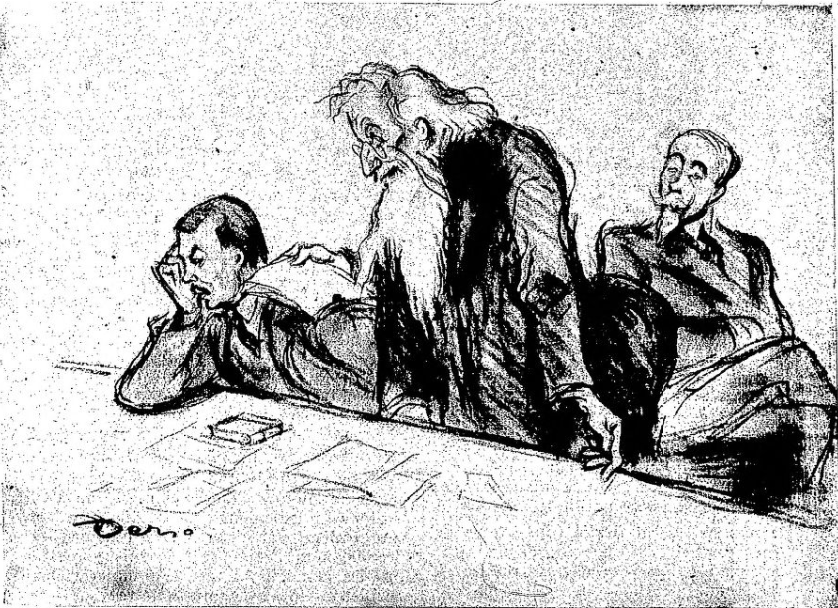
de gauche à droite, Lev Ouroussov, Pierre Struve et Mikhaïl Grabbe

Le Congrès avait été convoqué sur une décision prise à la réunion de septembre 1925, tenue au château de Choigny, propriété du Grand-Duc Nicolas, que l'émigration monarchiste russe désire reconnaître comme le futur chef de la Russie reconstituée. Alexandre Kroupensky est le vice-président du Comité d'organisation du Congrès.
Le Congrès de Paris a été précédé de quelques jours par une réunion secrète des monarchistes russes, hongrois et allemands qui s'est, tenue à Munich du 24 au 26 mars. Vingt délégués, des divers partis monarchistes y assistaient, ainsi que les représentants du grand-duc Cyrille, du grand-duc Nicolas, de l'impératrice douairière Marie Féodorovna et du prince Rupprecht de Bavière.
Le Congrès de l'émigration russe ou Congrès mondial russe, a eu lieu à Paris à l'Hôtel Majestic du 4 avril au 11 avril 1926, organisé à l'initiative de Pierre Struve qui fut un des vice-présidents de l'Union Nationale Russe, directeur du journal russe La Renaissance, publié à Paris, et qui présida le Comité d'organisation du Congrès, pour unir les organisations politiques russes. Il réunit des représentants de la diaspora russe de 26 pays. Le congrès, a réuni environ 400 délégués, parmi lesquels Alexandre Trepov, Piotr Krasnov, Nikolaï Markov , Sergueï Sergueïevitch Oldenburg , Ivan Iline, Le Métropolite Antony, premier primat de l'Église orthodoxe russe hors frontières et d' autres figures de l'émigration russe. 
Le Congrès s'est ouvert le dimanche 4 avril, vers 2 heures de l'après-midi, après une cérémonie religieuse Struve prononça le discours d'ouverture, au cours duquel il proclama la foi des Russes émigrés dans les forces qui, en Russie soviétique, luttent pour l'affranchissement de celle-ci du joug de la IIIe Internationale.
La question de la présidence du Congrès, ouverte dans la séance du 5 avril, au matin, souleva, une discussion assez violente entre les membres du Congrès. Deux candidats étaient, présentés : Struve, par les monarchistes « modérés », Alexinsky, par les extrémistes de droite. Les extrémistes avaient une très grande majorité dans l'ensemble et, pour arriver à l'élection de Struve à la présidence, une partie des modérés dut menacer de quitter la salle. Struve bénéficia des voix d'une vingtaine de membres de la droite qui lui accordèrent la préférence en considération de son rôle prépondérant dans l’organisation du Congrès. Les « droites » estimèrent que si le vote avait été secret, Alexinsky l'aurait emporté.
À l'élection du secrétaire général et des assesseurs, la droite reprit l'avantage. Au poste de secrétaire général, le « centre » avait proposé, Novikow, la droite, après avoir songé au général Netchcolodow, présenta Trégoubow, qui fut élu. L'élection des 5 assesseurs fut également un succès pour la droite, avec le comte Grabbe , Kroupensky, Pankralov et Alexinsky. La scission s'accentuait. La gauche du Congrès et les représentants du parti des commerçants et des industriels, Riabouchinsky et Tretiakow  n'espérant plus trouver de terrain d'entente avec les candidats du centre envisagèrent de quitter le Congrès. Ils se réunirent alors au siège de leurs organisations, 5 Place du Palais-Bourbon, à Paris, pour examiner la question, mais sur une décision de la droite d'admettre au bureau Riabouchinsky, Gueorgui Lvov et Schébéko, représentant, le centre et les gauches, ils décidèrent de ne pas quitter le Congrès avant plus ample informé. Cependant Fédorow déclara faire d'ores et déjà certaines réserves, et Trétiakow ne dissimula pas qu'il y avait beaucoup de chances pour qu'il se retirât malgré tout. Une première scission se présenta immédiatement. Estimant avoir été abusés par l'extrême-droite lors de l'élection des secrétaires, une trentaine de congressistes appartenant à un groupe dit « Jeunesses » et composé particulièrement d'émigrés en Tchécoslovaquie, décidèrent, sous la direction du général Brédow, de former une fraction indépendante et d'appuyer la gauche du Congrès.

### La question de la subordination au Grand-Duc Nicolas
L'un des premiers actes du bureau du Congrès et des éléments de la droite, fut de faire voter par l'assemblée une adresse au Grand-Duc Nicolas. Le Congrès n'admettait pas avec une unanimité absolue le rôle ultérieur du Grand-Duc et là proposition Trépov allait créer des incidents très violents. Trétiakow, estimant, que les éléments de droite envisageaient d’être, avec le Grand-Duc, les dirigeants exclusifs de l'émigration russe, renouvelle la protestation qu'il avait déjà faite lors de l'élection du bureau du Congrès.Il constate, en que la droite du Congrès est organisée et forte, alors que la gauche et les modérés sont faibles et hésitants. Les modérés devront donc « obéir, dans la crainte, comme les descendants de Cham ! » Cette évocation de la tradition biblique ne fut pas sans soulever les plus violentes protestations.  Mais Trétiakow n'en continua pas moins et se déclara opposé aux trois points du programme de la majorité : la restauration monarchique, la subordination au Grand-Duc et la formation d'un gouvernement de l'émigration (projet Trépov). Mais alors, le vacarme devint tel que Trétiakow  ne put continuer. Il quitta la salle. Ce départ ne devait d'ailleurs pas arrêter les incidents. Le groupe des délégués de Prague, comprenant le groupe national-progressiste, celui de la Voie paysanne, les « seredniaks » (середняк) : paysans moyens ; et l'Union au-delà des partis des étudiants et l'Alliance des étudiants russes, réfugiés en Tchécoslovaquie protesta, à son tour, contre le fait que le texte de l'adresse au Grand-Duc n'avait pas. été discuté par l'assemblée, comme aurait dû l'être une manifestation ayant un tel caractère politique. De même l'avocat Berlin (du groupe de la place du Palais Bourbon) estima que l'adresse au Grand-Duc et sa remise à celui-ci, était une démonstration susceptible de faire supposer qu'on avait déjà réglé la question de la forme gouvernementale de la Russie future, ce qui pourrait nuire à l'unité d'action dans la lutte contre la IIIe Internationale. De même, également, l'un des trois représentants de l'émigration en Estonie, Perrion, s'associa à ces protestations. À un autre moment, M. Fédorov, prenant la parole malgré l'opposition de Trépow, déclara que le Comité National Russe est opposé à toute prédétermination de la forme du gouvernement de la future Russie et qu'une restauration de l'ancien état de choses politique est impossible. Il ajouta que, tout en ayant le plus profond respect pour le Grand-Duc Nicolas, la désignation prématurée de celui-ci, comme « chef » de l'émigration a été une faute. Struve répondit qu'aucune objection n'avait été présentée au moment du vote. L'opposition à la subordination au Grand-Duc allait, d'ailleurs, se manifester à nouveau, au cours de la discussion sur le projet Trépov.
Lors du congrès a été discutés: la situation en Russie soviétique ; le rapport de la future Russie et ses autorités publiques nationales du peuple russe dans l'Armée rouge et le service soviétique (rapport AM Maslennikov); les principales caractéristiques de la structure économique future de la Russie (rapport BN Sokolov); la question des terres (Rapport Vassili Gourko).

## Liste des groupes et partis monarchistes russes
- Alliance des étudiants russes
- Alliance des Monarchistes Unifiés
- Alliance Populaire Monarchiste
- Association russe pour la Libération de la Patrie : N. Schébéko, président, N. Savitch, vice-président.
- Comité National Russe ou Comité monarchiste russe : 
  - En 1919, à Paris, fonctionne un Comité national russe, composé du prince Lvoff et de Vasily Maklakov qui, sert d'intermédiaire entre les divers gouvernements et généraux russes qui luttent contre les Bolchevistes et la Conférence de la Paix.
  - En 1921 : Comte Vladimir Kokovtsov, président, Vladimir Bourtzeff[note 5], vice-président.
  - En 1923-1924 : Antoine Kartàchoff ou Kartacheff, président, Fédoroff ou Fédorov, vice-président, Jules Sémenoff [note 6], secrétaire général.
- Comité parlementaire russe : Alexandre Goutchkov, président, Vassili Gourko, président du comité parlementaire russe ayant son siège à Paris
- Parti des commerçants et des industriels (Groupe de la Place du Palais-Bourbon) : Comte Vladimir Kokovtsov[note 7]
- Parti Légitimiste (cyrilliste) : géneral Diakonoff, représentant à Paris du grand-duc Cyrille.
- Parti monarchiste russe : Alexandre N. Kroupensky, président pour la France, Nikolaï Markov (B erlin), prince Bielosselski-Bielozerski en Angleterre
- Union au-dessus des partis
- Union pour la Régénération de la Russie, devenue par la suite Union Franco-Russe
- Union Commerciale Industrielle et Financière
- Union nationale russe : Pierre Struve, vice-président, Michel Fedoroff, président de la section française
- Union des organisations monarchiques russes en France : Alexandre Trépow, président
- Foyer russe en France :  Alexandre Trépow, président, Alexandre Kroupensky, vice - président du conseil d' administration.